# Cubillana (pera)
Cubillana, es el nombre de una variedad cultivar de pera europea Pyrus communis. Esta pera está cultivada en la colección de la Estación Experimental Aula Dei (Zaragoza). Esta pera también está cultivada en diversos viveros entre ellos algunos dedicados a conservación de árboles frutales en peligro de desaparición. Esta pera variedad muy antigua es originaria de España, en Gibraleón provincia de Huelva (comunidad autónoma de Andalucía), y tuvo su mejor época de cultivo comercial antes de la década de 1960, y actualmente en menor medida aún se encuentra.

## Sinonimia
- "Cornicabra".[1]

## Historia
En España 'Cubillana' está considerada incluida en las variedades locales autóctonas muy antiguas, cuyo cultivo se centraba en comarcas muy definidas. Se caracterizaban por su buena adaptación a sus ecosistemas y podrían tener interés genético en virtud de su adaptación. Se encontraban diseminadas por todas las regiones fruteras españolas, aunque eran especialmente frecuentes en la España húmeda. Estas se podían clasificar en dos subgrupos: de mesa y de cocina (aunque algunas tenían aptitud mixta).
'Cubillana' es una variedad clasificada como de mesa, se utiliza también en la cocina, difundido su cultivo en el pasado por los viveros comerciales y cuyo cultivo en la actualidad se ha reducido a huertos familiares y jardines privados.

## Características
El peral de la variedad 'Cubillana' tiene un vigor medio; florece a finales de abril; tubo del cáliz pequeño, en embudo cónico con conducto estrecho de longitud media.
La variedad de pera 'Cubillana' tiene un fruto de tamaño pequeño a mediano; forma piriforme alargada, cuello largo, poco marcado, apuntado hacia el pedúnculo, a veces algo retorcido o formando ligeros pliegues y anillos en la base del pedúnculo, más o menos asimétrica, con contorno redondeado o irregular; piel lisa, poco brillante o mate, ligeramente untuosa; color de fondo amarillo verdoso o pajizo con chapa muy variable, llegando a cubrir un tercio del fruto, rojo claro vivo, a rojo granate o sin chapa, presenta un punteado abundante, muy menudo, verde sobre el fondo y resaltando en claro sobre la chapa, zona ruginosa áspera en la parte superior del cuello, no es constante, "russeting" (pardeamiento áspero superficial que presentan algunas variedades) débil; pedúnculo de longitud corto o medio, de un grosor medio, ensanchado en forma de maza en su extremo y ligeramente carnoso en la base, color verdoso, parcialmente ruginoso-"russeting", recto, implantado indistintamente derecho u oblicuo, como prolongación del fruto, cavidad peduncular nula; cavidad calicina nula, zona del ojo prominente; ojo medio o grande, abierto o semicerrado, forma generalmente irregular, rodeado de pequeñas protuberancias más o menos acusadas e irregulares; sépalos generalmente coriáceos, extendidos, pegados a la cavidad.
Carne de color blanco amarillento; textura medio firme, muy jugosa; sabor aromático y alimonado, muy refrescante, muy bueno; corazón mediano, mal delimitado. Eje muy largo y estrecho, abierto, irregular. Celdillas amplias, deprimidas lateralmente. Semillas pequeñas, elípticas, puntiagudas, con espolón pequeño y puntiagudo, de color castaño rojizo no uniforme, poco abundantes, generalmente abortadas.
La pera 'Cubillana' tiene una maduración durante la tercera decena de julio (en E. E. Aula Dei de Zaragoza). Aguanta en buenas condiciones un mes de almacenamiento en un ambiente refrigerado. Se usa como pera de mesa fresca, y en cocina.